# Зестафони (футбольный клуб)
«Зестафони» (груз. ზესტაფონი) — грузинский футбольный клуб из одноимённого города. В 2004—2015 годах выступал в высшем дивизионе чемпионата Грузии. Двукратный чемпион Грузии (2011, 2012).

## История
В советское время в Зестафони существовала команда «Металлург», основанная в 1937 году на Зестафонском заводе ферросплавов. Играла в соревнованиях КФК (коллективов физкультуры), в 1962 году выиграла Кубок Грузинской ССР. В 1999—2004 годах существовал футбольный клуб «Металлург» (Зестафони), в сезонах 2001/02 и 2002/03 играл в высшем дивизионе чемпионата Грузии. В высшем дивизионе чемпионата Грузии — в сезонах 1991—1997/98 — играл также клуб «Маргвети» (Зестафони), образованный в 1990 году. В 1996 году, заняв 2-е место в чемпионате, он выступил в Кубке УЕФА, где в предварительном раунде проиграл мальтийской команде «Слима Уондерерс» (3:1, 0:3).
Футбольный клуб «Зестафони» основан 18 июня 2004 года по инициативе акционеров АО «Ферро» (Зестафонский ферросплавный завод имени Георгия Николадзе). Сразу получил место в высшем дивизионе чемпионата Грузии. Домашние матчи проводит на стадионе имени Давида Абашидзе города Зестафони. Сезон 2007/08 принес первый титул в истории клуба, который стал тогда бронзовым призёром первенства страны и обладателем кубка страны. До этого клуб трижды подряд выходил в финал национального кубка и трижды уступал. Самого большого успеха зестафонцы добиваются в сезонах 2010/11 и 2011/12 — дважды подряд клуб из Имерети становится чемпионом Грузии и добивается права на участие в квалификации Лиги чемпионов УЕФА. Клуб неоднократно принимал участие в ранних стадиях розыгрышей еврокубков (Кубок Интертото 2007, Кубок УЕФА 2008/09, Лига Европы 2009/10, Лига Европы 2010/11).

## Достижения
- Чемпион Грузии (2): 2010/11, 2011/12
- Серебряный призёр в чемпионате Грузии (1): 2013/14
- Бронзовый призёр в чемпионате Грузии (2): 2007/08, 2009/10
- Обладатель Кубка Грузии: 2007/08
- Обладатель Суперкубка Грузии (2): 2011, 2012
- Обладатель Виртуального Кубка Грузии: 2020[прояснить]
- Финалист Кубка Грузии: 2004/05, 2005/06, 2006/07, 2011/12

## Стадион
Центральный стадион города Зестафони, построенный силами Зестафонского ферросплавного завода, сдан в эксплуатацию в 1952 году. В 1951 —1989 и 1999 —2003 годы Центральный стадион города Зестафони являлся «домашней ареной» для футбольного клуба «Металлург», являвшегося участником чемпионата Грузии. С 1990 по 1998 годы на поле стадиона «хозяйничали» футболисты футбольного клуба «Маргвети». Начиная с 2004 года, то есть со дня основания футбольного клуба «Зестафони», на Центральном стадионе города Зестафони были проведены и ведутся до сих пор строительные работы, целью которых является обновление арены и создание футбольной инфраструктуры, соответствующей самым высоким международным требованиям. С 2009 года стадион носит имя ныне покойного Генерального директора футбольного клуба «Зестафони» Давида Абашидзе. На сегодняшний[уточнить] день вместимость стадиона составляет 4558 мест.

## Вторая команда
Команда «Зестафони-2» играла в Первой лиге в сезонах 2005/06—2008/09.